# Amy Grant
Amy Lee Grant (Augusta, 25 novembre 1960) è una cantautrice e musicista statunitense, in attività dalla metà degli anni settanta e nota soprattutto come interprete di musica cristiana contemporanea (di cui è considerata una dei massimi esponenti) e di canzoni natalizie.
In carriera ha pubblicato una quarantina di album (il primo dei quali è l'album eponimo del 1977) e si è aggiudicata per 6 volte il Premio Grammy e varie volte il Dove Award. È stata inoltre la prima cantante  ad aggiudicarsi il disco di platino e un premio Grammy per un album di musica cristiana. All'attività di cantante, affianca saltuariamente anche quella di attrice  e si può fregiare della "stella" nella Hollywood Walk of Fame (dal 2006).

## Biografia
Nata in Georgia, nel 1960 si stabilisce con la famiglia a Nashville (Tennessee).
Con il suo primo contratto discografico, per la Word Records, etichetta di musica cristiana contemporanea, pubblica il suo primo album nel 1977. Con il successo conseguito, decide di lasciare la Vanderbilt University dove studiava per concentrarsi a tempo pieno sulla sua carriera musicale.
Nel 1982 si è sposata con Gray Chapman. Nello stesso anno viene pubblicato Age to Age. Riceve due GMA Dove Awards nelle categorie "Gospel Artist of the Year" e "Pop/Contemporary Album of the Year". Nel 1982 riceve anche il suo primo Grammy Award nella categoria "Best Contemporary Gospel Performance".
Con l'album del 1985 Unguarded si allontana dal soft rock per avvicinarsi al pop commerciale, allontanandosi anche in parte dalle tematiche della musica cristiana. Nel 1986, incide assieme a Peter Cetera il singolo The Next Time I Fall, che raggiunge il primo posto della classifica Billboard Hot 100. Il brano riceve anche una nomination al Premio Grammy per il miglior duetto. Tra il 1983 ed il 1988 vince altri quattro Grammy: "Best Gospel Performance, Female" per Ageless Medley nel 1983, "Best Gospel Performance, Female" per Angels nel 1984, "Best Gospel Performance, Female" per Unguarded nel 1984 e "Best Gospel Performance, Female" per Lead Me On nel 1988.
Il successo commerciale prosegue con Heart in Motion (1991), caratterizzato dal brano Baby Baby, ispirato alla nascita della sua prima figlia. Nell'ottobre 1992 pubblica il disco natalizio Home for Christmas, coadiuvato dai singoli Breath of Heaven (Mary's Song) e Grown-Up Christmas List.
In House of Love, album uscito nel 1994, sono presenti tra le altre tracce un duetto con Vince Gill, importante esponente di musica country, ed una cover di Joni Mitchell.
Realizza la cover di The Things We Do for Love dei 10cc per la colonna sonora del film Un marito... quasi perfetto (1996). Fa seguito l'album Behind the Eyes, che assume tempi meno ottimisti rispetto al passato. Chiude gli anni '90 pubblicando un altro album natalizio (A Christmas to Remember) e recitando nel film televisivo Le melodie del cuore.
Nel 1999 inoltre divorzia da Chapman e nel marzo 2000 sposa il cantautore country Vince Gill. Proprio un anno dopo nasce la loro prima figlia Corrina, quarto figlio per Amy Grant.
Proprio Gill è coproduttore dell'album Legacy... Hymns and Faith, che consiste soprattutto di inni, ma anche di canzoni originali; album che esce nel maggio 2002. Fa seguito l'album Simple Things nel 2003. Nello stesso periodo viene inserita nella Gospel Music Hall of Fame dalla Gospel Music Association. Nel periodo settembre-dicembre 2005 prende parte al programma televisivo della NBC Three Wishes.
Con l'uscita di Rock of Ages... Hymns and Faith, nel 2006 ottiene un altro Grammy nella categoria "Best Southern, Country or Bluegrass Gospel Album". Nel settembre 2006 pubblica l'album dal vivo Time Again... Amy Grant Live, registrato in Texas. Nell'ottobre 2007 pubblica un'autobiografia dal titolo Mosaic: Pieces of My Life So Far. Nello stesso periodo lascia le etichette Word/Warner per accasarsi alla EMI CMG, che produce la raccolta Greatest Hits nell'ottobre 2007. Duetta con l'artista canadese Anne Murray nella canzone Could I Have This Dance inclusa nell'album Anne Murray Duets: Friends & Legends (2007). Nel settembre 2008 pubblica un'altra raccolta, questa natalizia, dal titolo The Christmas Collection. Sempre nel 2008 partecipa al progetto di beneficenza CompassionArt.
Nel maggio 2009 pubblica due nuove canzoni, She Colors My Day e Unafraid. Nel marzo 2010 pubblica invece l'album Somewhere Down the Road, che è accompagnato dal singolo Better Than a Hallelujah.
Nel maggio 2013 pubblica il suo quindicesimo album in studio How Mercy Looks from Here, prodotto da Marshall Altman. Fa seguito nell'agosto 2014 un disco di remix dal titolo In Motion: The Remixes. Nell'aprile 2015 è la volta della raccolta Be Still and Know... Hymns & Faith.
Nell'ottobre 2016 pubblica l'album natalizio Tennessee Christmas.

## Discografia

### Album in studio
- 1977 - Amy Grant
- 1979 - My Father's Eyes
- 1980 - Never Alone
- 1982 - Age to Age
- 1983 - A Christmas Album
- 1984 - Straight Ahead
- 1985 - Unguarded
- 1986 - The Animals' Christmas (con Art Garfunkel)
- 1988 - Lead Me On
- 1991 - Heart in Motion
- 1992 - Home for Christmas
- 1994 - House of Love
- 1997 - Behind the Eyes
- 1999 - A Christmas to Remember
- 2002 - Legacy... Hymns and Faith
- 2003 - Simple Things
- 2003 - 20th Century Masters – The Christmas Collection: The Best of Amy Grant (Home for Christmas re-release)
- 2005 - Rock of Ages... Hymns and Faith
- 2010 - Somewhere Down the Road
- 2013 - How Mercy Looks from Here
- 2016 - Tennessee Christmas

### Live
- 1981 - In Concert
- 1981 - In Concert Volume Two
- 1989 - A Moment in Time EP (con Gary Chapman & Michael W. Smith)
- 2006 - Time Again... Amy Grant Live

### Compilation
- 1986 - The Collection
- 2002 - Her Greatest Inspirational Songs
- 2004 - Greatest Hits 1986–2004
- 2007 - Greatest Hits
- 2007 - Amy Grant: A Film and TV Collection
- 2008 - The Christmas Collection
- 2011 - Have Yourself a Merry Little Christmas
- 2011 - Christmas Memories
- 2012 - The Women of Faith Collection
- 2013 - Icon Christmas
- 2014 - In Motion: The Remixes
- 2015 - Be Still and Know... Hymns & Faith

## Filmografia parziale

### Attrice
- Story, Songs and Stars (TV, 1984)
- A Song from the Heart (TV, 1999)

## Premi & riconoscimenti (lista parziale)
- 1982: Premio Grammy nella categoria "miglior performance gospel"
- 1983: GMA Dove Award come "artista dell'anno"
- 1983: Premio Grammy nella categoria "miglior performance gospel"
- 1984: Premio Grammy nella categoria "miglior performance gospel"
- 1985: Premio Grammy nella categoria "miglior performance gospel"
- 1986: GMA Dove Award come "artista dell'anno"
- 1988: Premio Grammy nella categoria "miglior performance gospel"
- 1989: GMA Dove Award come "artista dell'anno"
- 1992: GMA Dove Award come "artista dell'anno"
- 2006: Premio Grammy nella categoria "Bluegrass Gospel"